# Nephrotoma unicingulata
Nephrotoma unicingulata là một loài ruồi trong họ Ruồi hạc (Tipulidae). Chúng phân bố ở vùng nhiệt đới châu Phi.